# Friedrich zu Limburg Stirum
Pour les autres membres de la famille, voir Maison de Limburg Stirum.
Le comte Friedrich Wilhelm zu Limburg Stirum, né à La Haye le 6 août 1835 et mort le 27 octobre 1912 à Groß Peterwitz, est un diplomate et ministre de l'Empire allemand.

## Fonctions et mandats
- Secrétaire d'État aux Affaires étrangères de l'Empire d'Allemagne : 1880-1881
- Membre du Reichstag : 1898-1903

## Sources
- Bernhard Mann: Biographisches Handbuch für das preußische Abgeordnetenhaus. 1867–1918 (= Handbücher zur Geschichte des Parlamentarismus und der Politischen Parteien. Bd. 3). Droste, Düsseldorf 1988,  (ISBN 3-7700-5146-7).

- Ressource relative à la vie publique :   - Documents diplomatiques suisses 1848-1975
- Notice dans un dictionnaire ou une encyclopédie généraliste :   - Deutsche Biographie
- Notices d'autorité :   - VIAF
  - GND